# خون‌شناسی

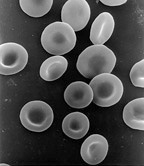

خون‌شناسی یا هماتولوژی (به انگلیسی: Hematology) به مطالعه یاخته‌های خونی، انعقاد خون و فرایند خون‌سازی و درمان و پیشگیری از بیماری‌های مرتبط با خون می‌پردازد. این علم مقدار و ساختمان و عمل سلول‌های خونی، پیش‌سازهای سلول‌های خونی در مغز استخوان، ساختارهای شیمیایی پلاسما و عمل پلاکت‌ها و پروتئین‌هایی که در سیستم انعقادی دخالت دارند را بررسی می‌کند. از جمله بیماری‌های هموفیلی، آنمی، لخته شدن خون، سایر اختلالات خون‌ریزی و سرطان‌های خون مانند لنفوم در این دسته قرار دارند. آنالیز آزمایشگاهی خون اغلب توسط پزشک یا کارشناس ارشد آزمایشگاه انجام می‌شود. 
هماتولوژی در اصل مطالعه اختلالات خونی و خون است. هماتولوژیست ها و هماتوپاتولوژیست ها ارائه دهندگان مراقبت های بهداشتی بسیار آموزش دیده‌ای هستند که در بیماری های خون و اجزای خون تخصص دارند. در حالی که بخش عمده ای از زمان متخصص هماتولوژی صرف ارائه مراقبت های بالینی مستقیم به بیماران می شود، کار تشخیصی در آزمایشگاه نیز بخش مهمی از کار آن‌ها است.
هماتولوژی با رشته‌های مختلف پزشکی و علوم پایه از جمله ایمنی‌شناسی، ژنتیک مولکولی، ژنتیک پزشکی و انسانی ارتباط نزدیک دارد.
این رشته در ایران به چندین روش قابل فراگیری است: یک: در مقطع کارشناسی ارشد و دکترای هماتولوژی، با تاکید بر فرایندهای ارزیابی و تشخیصی در آزمایشگاه و تحقیقات پیرامون آن. دو: در مقطع فوق تخصص هماتولوژی و آنکولوژی (که پس از کسب تخصص داخلی است) با تاکید بر تشخیص و درمان بالینی بیماران.
همچنین در طب سنتی و پزشکی جایگزین (alternative medicine) نظریه‌هایی درباره‌ی تاثیر گروه خونی بر مزاج فرد و همچنین امکان تدوین برنامه‌ی غذایی بر مبنای گروه خونی فرد وجود دارد که البته نیاز به بررسی بیشتر جهت تایید یا رد دارد.
آنالایزرهای هماتولوژی برای انجام شمارش کامل خون (CBC)، که معمولاً اولین آزمایشی است که توسط پزشکان برای تعیین وضعیت سلامت عمومی بیمار درخواست می‌شود، استفاده می‌شود.[5] شمارش کامل خون شامل گلبول های قرمز (RBC)، گلبول های سفید (WBC)، هموگلوبین و تعداد پلاکت ها و همچنین سطح هماتوکریت است. تجزیه و تحلیل های دیگر عبارتند از:
- عرض توزیع RBC
- میانگین حجم جسمی
- میانگین هموگلوبین سلولی
- میانگین غلظت هموگلوبین سلولی
- تعداد دیفرانسیل WBC در درصد و قدر مطلق
- عرض توزیع پلاکت
- میانگین حجم پلاکت
- نسبت سلول های پلاکتی بزرگ
- معیارهای پلاکتی

رژیم غذایی گروه خونی
دنبال کردن رژیم غذایی گروه خونی به شما کمک می کند تا کاملا سلامت باشید و مواد غذایی مناسب گروه خون خود را که همخوان با بیولوژیتان است بدست آورید.
گروه خون O
قدیمی ترین گروه خون که پایه تمام گروه های خونی می باشد و نمایانگر اوج تکامل در زنجیره غذایی انسان با سیستم ایمنی قوی است.
ظهور آن به حدود 42 هزار سال قبل در آفریقا برمی گردد.
گروه خونی A
اولین مهاجران که مجبور به کوچ و سازگاری با تغذیه و زندگی کشاورزی می شدند. با شخصیتی همکار و اجتماعی و سازگار در مکان های پر جمعیت هستند.
ظهور در عصر نوسنگی حدود 17 تا 27 هزار سال قبل در آسیا و خاورمیانه.
گروه خونی B
گروهی که برای سازگاری با اقلیم جدید به وجود آمده‌اند و نشانگر نیاز طبیعت به توازن بین فکر و سیستم ایمنی هستند.
ظهور در 12 تا 17 هزار سال قبل در ارتفاعات هیمالیا.
گروه خونی AB
ادغامی از گروه خون A سازگار و همکار و گروه خون B خشن و متوازن هستند.
ظهور از ادغام گروه خون A و مغول‌های دارنده گروه خون B حدود 10 تا 12 قرن پیش.